# Mariano Zabaleta
Mariano Zabaleta (Tandil, 28 de Fevereiro de 1978) é um ex-tenista profissional argentino.
Conquistou três títulos nível ATP, Zabaleta, chegou ao N. 21, no ano de 2000, em simples, em duplas foi N. 174.

## Simples (3)
| Legenda                     |
| Grand Slam (0)              |
| Tennis Masters Cup (0)      |
| ATP Masters Series (0)      |
| ATP Championship Series (0) |
| ATP Tour (3)                |

| N. | Date             | Torneio          | Piso   | Oponente na final | Placar na Final |
| 1. | Novembro 2, 1998 | Bogotá, Colômbia | Saibro | Ramón Delgado     | 6–4, 6–4        |
| 2. | Julho 7, 2003    | Båstad, Suécia   | Saibro | Nicolás Lapentti  | 6–3, 6–4        |
| 3. | Julho 5, 2004    | Båstad, Suécia   | Saibro | Gastón Gaudio     | 6–1, 4–6, 7–6   |